# Karl-Ludwig Rhein

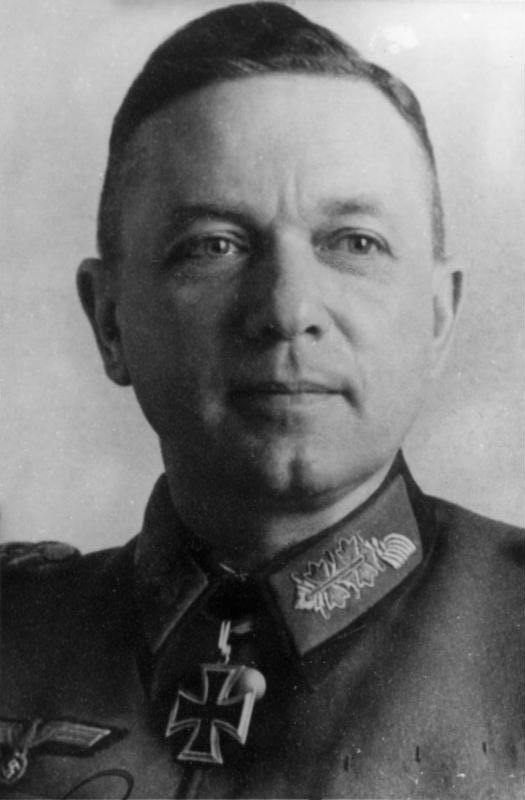
Karl-Ludwig Rhein (1942)

Karl-Ludwig Rhein (* 30. März 1894 in Wetzlar; † 27. März 1988) war ein deutscher Offizier, zuletzt Generalleutnant im Zweiten Weltkrieg.

## Leben
Rhein diente als Offizier im Ersten Weltkrieg. In der Wehrmacht führte er im Zweiten Weltkrieg als Kommandeur unter anderem die 311. Infanterie-Division und die 295. Infanterie-Division.

## Auszeichnungen
- Eisernes Kreuz (1914) II. und I. Klasse
- Spange zum Eisernen Kreuz II. und I. Klasse
- Deutsches Kreuz in Gold am 26. Dezember 1941
- Ritterkreuz des Eisernen Kreuzes am 6. März 1942[1][2]